# Баскаков, Валерий Георгиевич
Валерий Георгиевич Баскаков (12 августа 1937, Полоцк — 9 марта 2008, Москва) — советский футболист и футбольный судья, судья всесоюзной категории.

## Биография

### Игровая карьера
Играл на позиции центрального защитника. Выступал за клубные юношеские и молодёжные команды Московско-Рязанского отделения Московской железной дороги. На высшем уровне играл за тбилисский клуб ОДО в 1956 году, в 1957—1958 годах был в составе дубля тбилисского «Динамо», в 1958—1959 годах выступал за дубль московского «Локомотива», в 1960—1961 годах играл за подмосковный «Труд» из Глухово (ныне «Красное Знамя» из Ногинска). Позже выступал за московские «Салют» в 1962—1967 годах и «Локомотив» в 1968—1972 годах.
По словам Баскакова, однажды он повредил ногу (у него опух голеностоп) и не смог участвовать в последующем матче, в связи с чем пришёл на стадион как зритель. Однако перед той игрой не нашлось арбитра для встречи. Команда сказала, что Баскаков, несмотря на травму, прекрасно разбирается в правилах: его тут же назначили судьёй встречи, которую он отработал на высоком уровне, и затем стали приглашать на семинары судей.

### Судейская карьера
Свою карьеру судьи Баскаков начал в 1962 году с матчей класса «Б». Судья всесоюзной категории с 18 января 1977 года. В 1976—1984 годах обслуживал матчи Высшей лиги чемпионата СССР, проработав на 95 встречах. В 1977 году был линейным арбитром финала Кубка СССР. Пять раз входил в список лучших судей сезона (1978, 1979, 1980, 1981, 1982). Награждён памятной серебряной медалью за судейство более 80 матчей чемпионата СССР. Всего за свою карьеру проработал на более чем 100 матчах разного уровня в СССР, в том числе судил 27 сентября 1978 года матч 1/16 финала Кубка европейских чемпионов между дрезденским «Динамо» и белградским «Партизаном» (Баскаков работал в качестве линейного арбитра, бригаду возглавлял тогда Валентин Липатов).
В 1980—1991 годах был тренером отдела футбола ВДФСО профсоюзов. Во время съёмок цикла развлекательных программ «Вираж» на Центральном телевидении СССР Валерий Баскаков судил конкурс, в котором участники должны были забивать голы в футбольные ворота. Съёмки этого конкурса проходили в спортивном зале завода «Москвич». С 1990 по 2006 годы работал в качестве инспектора на матчах разных уровней чемпионатов и кубков СССР и России.

### Личная жизнь
Окончил инженерно-строительный институт и курировал стройки физкультурных вузов в Краснодаре, Малаховке, Смоленске и Омске, успевая иногда за одну командировку не только принять объект, но и отработать на матче. Сын Юрий — футбольный судья.